# Unterseeboot 1165
L'Unterseeboot 1165 ou U-1165 est un sous-marin allemand (U-Boot) de type VIIC/41 utilisé par la Kriegsmarine pendant la Seconde Guerre mondiale.
Le sous-marin fut commandé le 14 octobre 1941 à Danzig (Danziger Werft), sa quille fut posée le 31 décembre 1942, il fut lancé le 20 juillet 1943 et mis en service le 17 novembre 1943, sous le commandement de l'Oberleutnant zur See Hans Homann.
Il capitula à Narvik en mai 1945 et fut sabordé en décembre 1945.

## Conception
Unterseeboot type VII, l'U-1165 avait un déplacement de 759 tonnes en surface et 860 tonnes en plongée. Il avait une longueur hors-tout de 67,20 m, un maître-bau de 6,20 m, une hauteur de 9,60 m et un tirant d'eau de 4,74 m. Le sous-marin était propulsé par deux hélices de 1,23 m, deux moteurs diesel Germaniawerft F46 de 6 cylindres en ligne de 1 400 ch à 470 tr/min, produisant un total de 2 060 à 2 350 kW en surface et de deux moteurs électriques Siemens-Schuckert GU 343/38-8 de 375 ch à 295 tr/min, produisant un total 550 kW, en plongée. Le sous-marin avait une vitesse en surface de 17,7 nœuds (32,8 km/h) et une vitesse de 7,6 nœuds (14,1 km/h) en plongée. Immergé, il avait un rayon d'action de 80 nautiques (150 km) à 4 nœuds (7,4 km/h, 4,6 milles par heure) et pouvait atteindre une profondeur de 230 m. En surface son rayon d'action était de 8 500 nautiques (soit 15 700 km) à 10 nœuds (19 km/h).
L'U-1165 était équipé de cinq tubes lance-torpilles de 53,3 cm (quatre montés à l'avant et un à l'arrière) et embarquait quatorze torpilles. Il était équipé d'un canon de 8,8 cm SK C/35 (220 coups), d'un canon de 20 mm Flak C30 en affût antiaérien et de deux canons 2 cm Flak 30/38/Flakvierling doté d'un bouclier pliant court sur son Wintergarten supérieur. Il pouvait transporter 26 mines TMA ou 39 mines TMB. Son équipage comprenait 4 officiers et 40 à 56 sous-mariniers.

## Canon antiaérien
Le canon antiaérien automatique de calibre 3,7 cm (LM 43U) est le modèle final de canon de pont utilisé par les sous-marins allemands. C'est une version améliorée du LM42U. Il est installé sur les sous-marins U-249, U-826, U-977, U-1023, U-1171, U-1305 et U-1306.
Le canon 3,7 cm Flak M42U présente la version navale du 3,7 cm Flak 36/37 utilisé par la Kriegsmarine sur les navires de surface et M42U également sur les U-Boote de type VII et de type IX. L'U-1165 est équipé de deux canons 2 cm Flak 30/38/Flakvierling doté d'un bouclier pliant court, fixé sur la partie supérieure du Wintergarten.
La version M43U est utilisée par certains sous-marins (U-190, U-250, U-278, U-337, U-475, U-853, U-1058, U-1105, U-1109, U-1165 et U-1306).

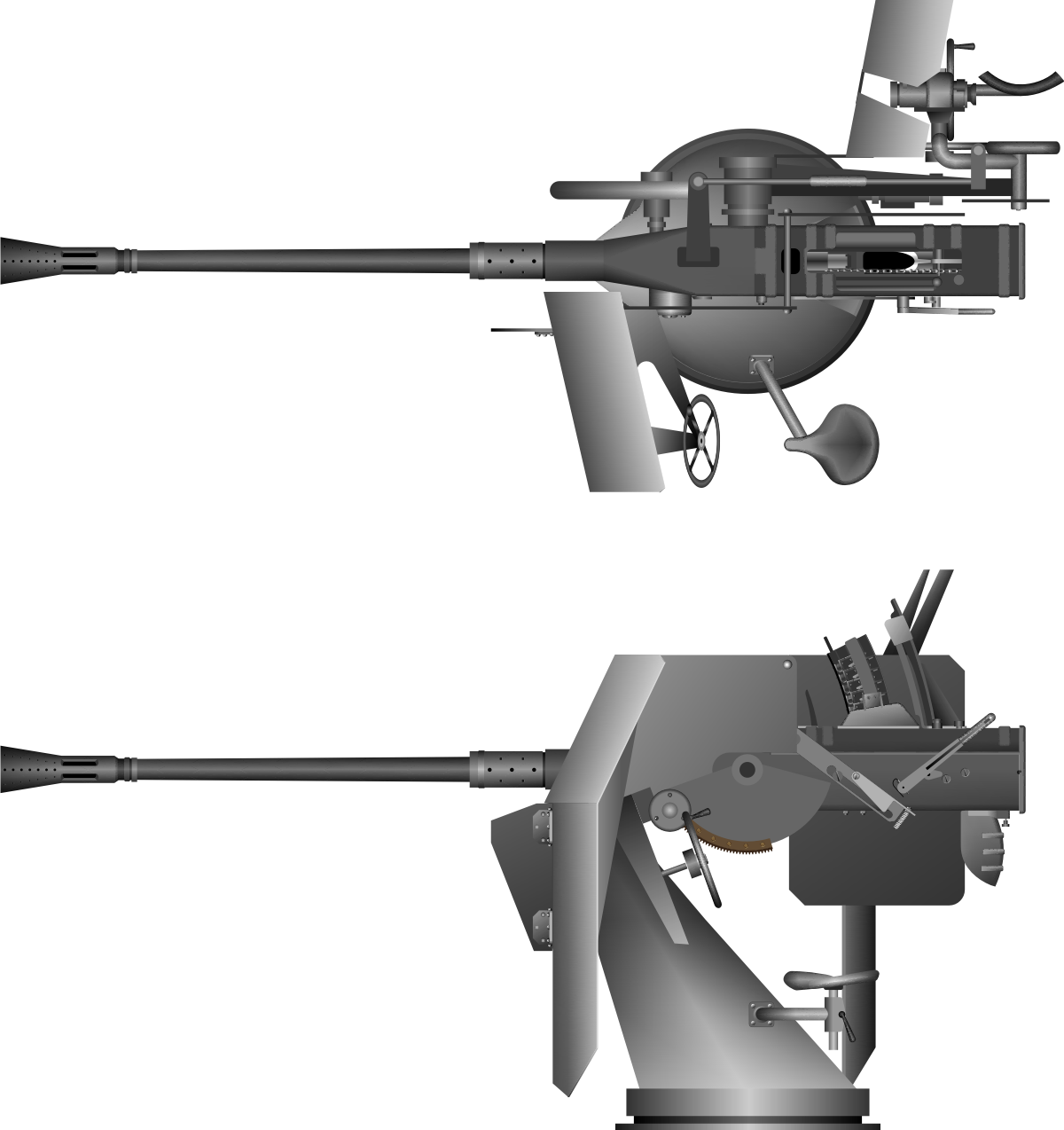
Canon 3,7 cm Flak M42U dans la version LM43U.
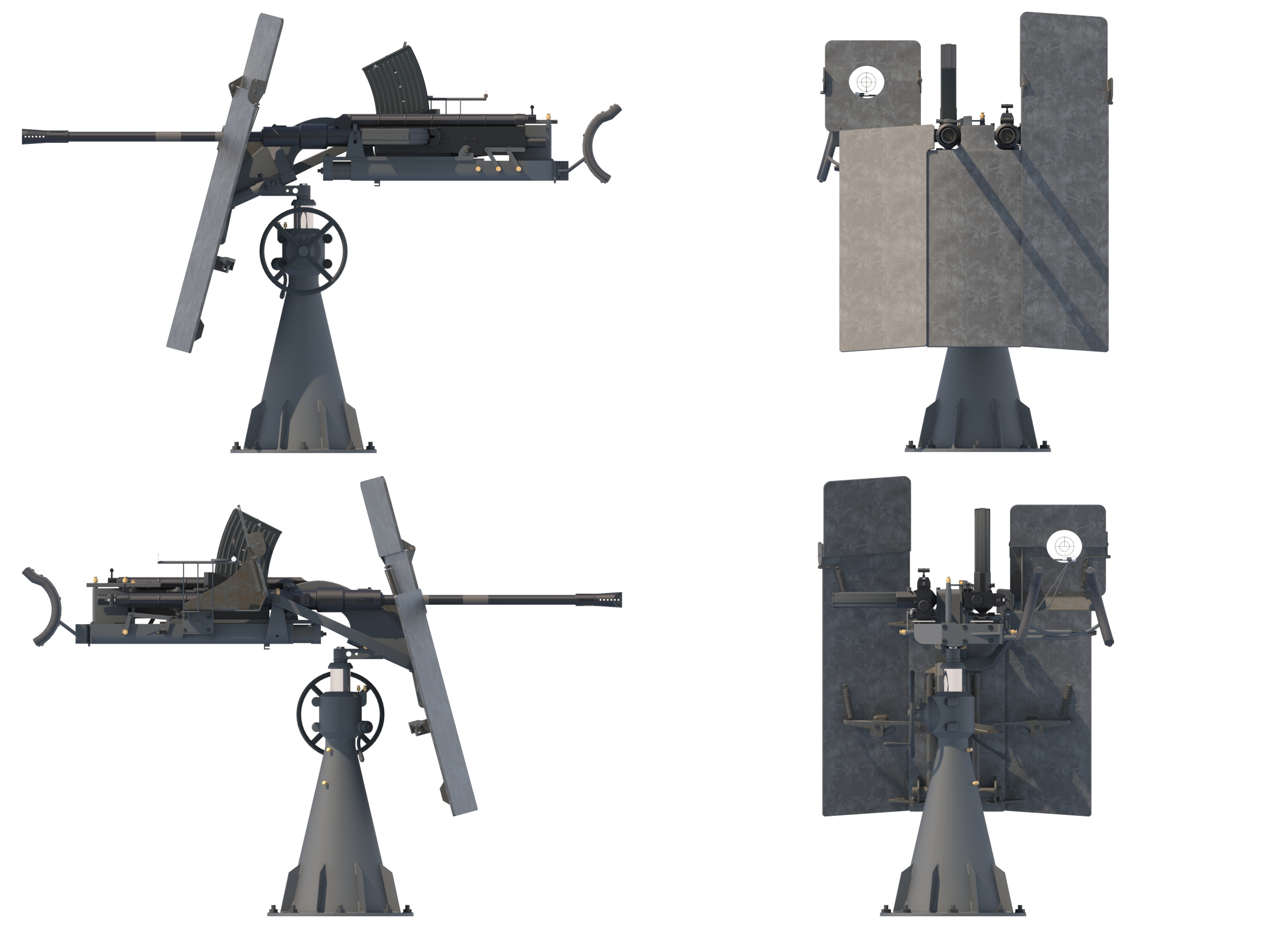
Canon 2 cm Flak C38 sur la version M 43U Zwilling doté d'un bouclier pliant court.

## Historique
Il reçoit sa formation de base au sein de la 8. Unterseebootsflottille jusqu'au 31 mai 1944, puis il intègre son unité de combat dans la 9. Unterseebootsflottille. À partir du 1er août 1944, l'U-1165 rejoint la 11. Unterseebootsflottille. Il y reste jusqu'à la fin de la guerre.
L'U-1165 commence sa première patrouille de guerre le 9 juin 1944. Il opère défensivement le long des côtes norvégienne en cas d'invasion alliée dans les ports norvégiens.
Lors de son trajet de Egersund vers Kiel, l'U-1165 effectue une livraison de torpilles en compagnie de l'U-290 et l'U-1000.
À partir de septembre 1944, le submersible croise dans la Baltique. Le 17 octobre 1944 à 11 h 36, l'U-1165 envoie par le fond un dragueur de mines côtier soviétique dans le golfe de Finlande.
Lors de sa troisième patrouille, l'U-1165 mouille deux bouées météorologiques dans le golfe de Botnie, mettant fin à la station météorologique Waidmannsheil, établie sur l'île Fästorna (Åland).
Sa patrouille se déroule du 21 avril au 5 mai 1945, soit 15 jours en mer. Il navigue le long des côtes norvégiennes, sans succès.
Les sous-marins qui se trouvent dans la région de Narvik à la fin de la guerre sont tous déplacés le 12 mai vers Skjomenfjord sur ordre des Alliés pour éviter des tensions avec les Norvégiens naguère envahis. Le 15 mai, un convoi allemand de cinq navires (le Grille, le cargo-pétrolier de ravitaillement Kärnten, le navire de réparation Kamerun, les navires d’approvisionnement Huascaran et Stella Polaris) et 15 sous-marins (U-278, U-294, U-295, U-312, U-313, U-318, U-363, U-427, U-481, U-668, U-716, U-968, U-992, U-997 et U-1165) sont interceptés durant leur transfert vers Trondheim. Après y avoir fait relâche, les sous-marins sont conduits par le 9e groupe d'escorte à Loch Eriboll, en Écosse où ils arrivent le 19 mai. Ils sont ensuite convoyés soit au Loch Ryan soit à Lisahally en vue de leur destruction. Dans le cadre de l’opération alliée de destruction massive d'U-Boote (Deadlight), l'U-1165 est remorqué le 29 décembre 1945 par le destroyer polonais ORP Krakowiak ; le câble cède. L'opération est réitérée le lendemain et l'U-1165 est coulé le 31 décembre 1945 à 10 h 15, à la position 55° 44′ N, 8° 40′ O, par l'artillerie des destroyers HMS Offa et HMS Zealous (en).

## Affectations
- 8. Unterseebootsflottille du 17 novembre 1943 au 31 mai 1944 (Période de formation).
- 9. Unterseebootsflottille du 1er juin 1944 au 1er août 1944 (Unité combattante).
- 11. Unterseebootsflottille du 1er août 1944 au 8 mai 1945 (Unité combattante).

## Commandement
- Oberleutnant zur See Hans Homann du 17 novembre 1943 au 9 mai 1945.

## Patrouilles
|       | Commandant        | Départ            | Départ        | Arrivée           | Arrivée          | Jours     | Succès |
| ----- | ----------------- | ----------------- | ------------- | ----------------- | ---------------- | --------- | ------ |
|       | Oblt. Hans Homann | 18 mai 1944       | Kiel          | 19 mai 1944       | Larvik           | 2 jours   |        |
| 1     | Oblt. Hans Homann | 9 juin 1944       | Larvik        | 5 juillet 1944    | Bergen           | 27 jours  |        |
|       | Oblt. Hans Homann | 9 juillet 1944    | Bergen        | 10 juillet 1944   | Stavanger        | 2 jours   |        |
|       | Oblt. Hans Homann | 28 juillet 1944   | Stavanger     | 28 juillet 1944   | Egersund         | 1 jour    |        |
|       | Oblt. Hans Homann | 11 août 1944      | Egersund      | 13 août 1944      | Kiel             | 3 jours   |        |
|       | Oblt. Hans Homann | 15 août 1944      | Kiel          | 17 août 1944      | Gotenhafen       | 3 jours   |        |
|       | Oblt. Hans Homann | 7 septembre 1944  | Gotenhafen    | 12 septembre 1944 | Baltisch Port    | 6 jours   |        |
|       | Oblt. Hans Homann | 16 septembre 1944 | Baltisch Port | 17 septembre 1944 | Reval            | 2 jours   |        |
| 2     | Oblt. Hans Homann | 23 septembre 1944 | Reval         | 24 octobre 1944   | Libau            | 32 jours  | 53     |
| 3     | Oblt. Hans Homann | 12 novembre 1944  | Libau         | 25 novembre 1944  | Danzig           | 14 jours  |        |
|       | Oblt. Hans Homann | 22 janvier 1945   | Danzig        | 26 janvier 1945   | Kiel             | 5 jours   |        |
|       | Oblt. Hans Homann | 7 avril 1945      | Kiel          | 11 avril 1945     | Horten           | 5 jours   |        |
|       | Oblt. Hans Homann | 13 avril 1945     | Horten        | 13 avril 1945     | Fredrikstad      | 1 jour    |        |
|       | Oblt. Hans Homann | 18 avril 1945     | Fredrikstad   | 20 avril 1945     | Kristiansand     | 3 jours   |        |
| 4     | Oblt. Hans Homann | 21 avril 1945     | Kristiansand  | 5 mai 1945        | Narvik           | 15 jours  |        |
|       | Oblt. Hans Homann | 12 mai 1945       | Narvik        | 12 mai 1945       | Skjomenfjord     | 1 jour    |        |
|       | Oblt. Hans Homann | 15 mai 1945       | Skjomenfjord  | 19 mai 1945       | Loch Eriboll, UK | 5 jours   |        |
| Total | Total             | Total             | Total         | Total             | Total            | 127 jours | 53 t   |

Note : Oblt. = Oberleutnant zur See

## Navires coulés
L'U-1165 a coulé un navire de guerre de 53 tonneaux au cours des quatre patrouilles (127 jours en mer) qu'il effectua.
| Date            | Nom     | Nationalité       | Tonnage | Convoi | Fait  | Localisation         |
| --------------- | ------- | ----------------- | ------- | ------ | ----- | -------------------- |
| 17 octobre 1944 | BMO-512 | Marine soviétique | 53      | -      | Coulé | 59° 27′ N, 24° 00′ E |